# NFL 2001
Die NFL-Saison 2001 war die 82. Saison im American Football in der National Football League (NFL). Die Regular Season begann am 9. September 2001 und endete am 7. Januar 2002.
Die Saison endete mit dem Pro Bowl am 12. Februar im Aloha Stadium in Honolulu, Hawaii.
Infolge der Anschläge vom 11. September wurden die Spiele, die für den 16. und 17. September geplant waren, auf das Wochenende des 6. und 7. Januar 2002 verschoben.
In der Regular Season sahen 16.387.289 Personen die Spiele, das waren 66.078 je Spiel.
Dies war die letzte Saison vor der Neuordnung der NFL in acht Divisionen. Die bisherigen Divisionen AFC-West, AFC-Central, AFC-East und NFC-West, NFC-Central, NFC-East wurden nun in AFC- und NFC-North, -East, -South und -West unterteilt.

## NFL Draft

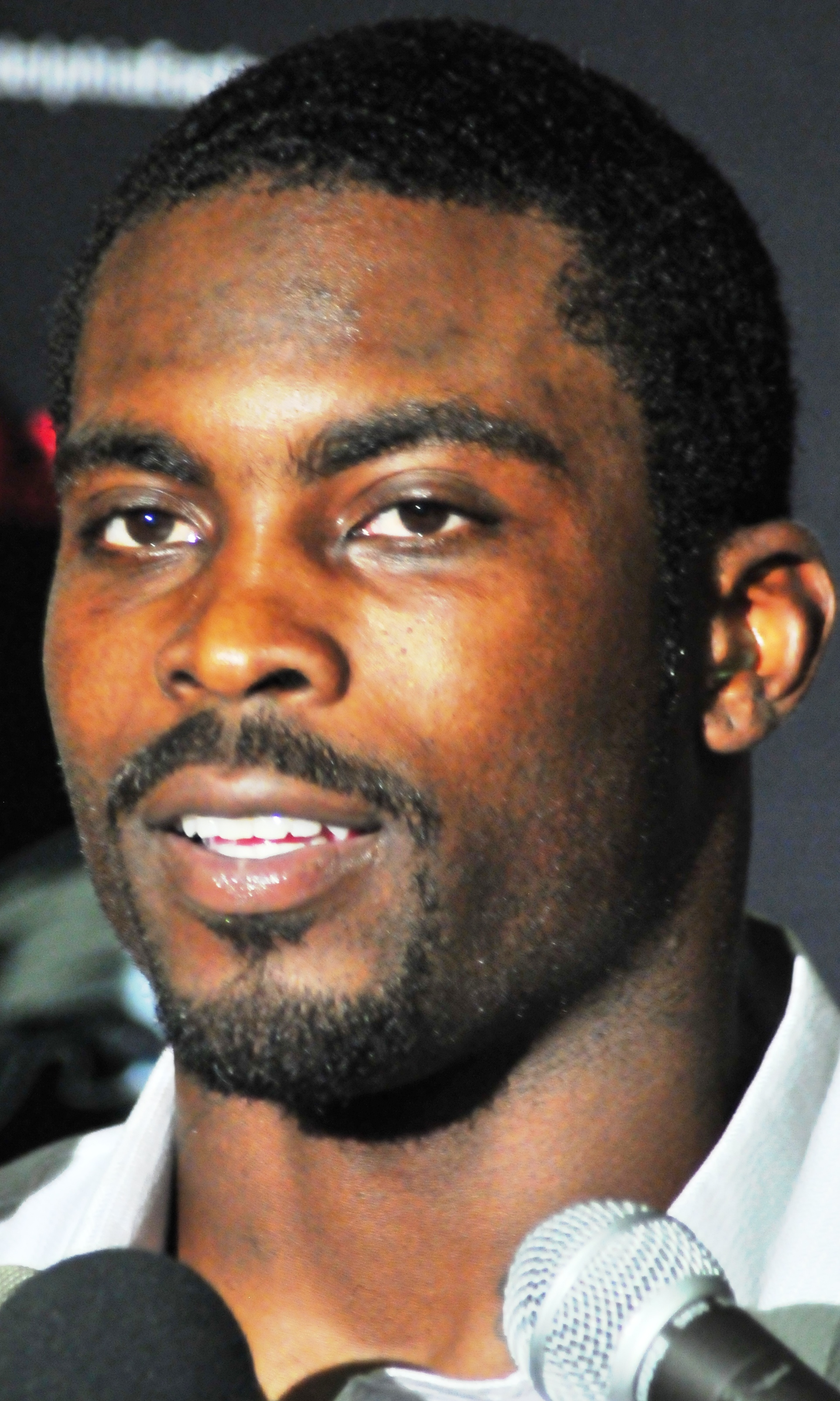
Michael Vick wurde als erster Spieler im NFL Draft 2001 ausgewählt.

Der NFL Draft von 2001 fand vom 21. bis 22. April im Madison Square Garden in New York City statt. Der Draft lief über sieben Runden, in denen 246 Spieler ausgewählt wurden. Durch einen Tausch der Draftrechte gaben die San Diego Chargers ihr Erstrunden-Pick an die Atlanta Falcons ab, die dadurch den Quarterback Michael Vick von der Virginia Polytechnic Institute and State University als ersten Spieler im Draft auswählten.

Der letzte verbliebene aktive Spieler aus diesem Draft war Drew Brees, der als 32. Spieler von den San Diego Chargers gedraftet wurde. Mit den New Orleans Saints, für die er von der Saison 2006 bis zu seinem Rücktritt im Jahr 2021 spielte, gewann er den Super Bowl XLIV.

## Regular Season

### Abschlusstabellen

#### Divisions
| AFC East             | AFC East | AFC East | AFC East | AFC East | AFC East | AFC East | AFC East | AFC East |
| Team                 | S        | N        | U        | SQ       | P+       | P−       | DIV      | CONF     |
| -------------------- | -------- | -------- | -------- | -------- | -------- | -------- | -------- | -------- |
| New England Patriots | 11       | 5        | 0        | 0,688    | 371      | 272      | 6–2      | 8–4      |
| Miami Dolphins       | 11       | 5        | 0        | 0,688    | 344      | 290      | 5–3      | 9–3      |
| New York Jets        | 10       | 6        | 0        | 0,625    | 308      | 295      | 5–3      | 8–4      |
| Indianapolis Colts   | 6        | 10       | 0        | 0,375    | 413      | 486      | 3–5      | 5–7      |
| Buffalo Bills        | 3        | 13       | 0        | 0,188    | 265      | 420      | 1–7      | 2–10     |

| NFC East            | NFC East | NFC East | NFC East | NFC East | NFC East | NFC East | NFC East | NFC East |
| Team                | S        | N        | U        | SQ       | P+       | P−       | DIV      | CONF     |
| ------------------- | -------- | -------- | -------- | -------- | -------- | -------- | -------- | -------- |
| Philadelphia Eagles | 11       | 5        | 0        | 0,688    | 343      | 208      | 6–2      | 8–4      |
| Washington Redskins | 8        | 8        | 0        | 0,500    | 256      | 303      | 4–4      | 6–6      |
| New York Giants     | 7        | 9        | 0        | 0,438    | 294      | 321      | 4–4      | 5–7      |
| Arizona Cardinals   | 7        | 9        | 0        | 0,438    | 295      | 343      | 2–6      | 4–8      |
| Dallas Cowboys      | 5        | 11       | 0        | 0,313    | 246      | 338      | 4–4      | 5–7      |

| AFC Central          | AFC Central | AFC Central | AFC Central | AFC Central | AFC Central | AFC Central | AFC Central | AFC Central |
| Team                 | S           | N           | U           | SQ          | P+          | P−          | DIV         | CONF        |
| -------------------- | ----------- | ----------- | ----------- | ----------- | ----------- | ----------- | ----------- | ----------- |
| Pittsburgh Steelers  | 13          | 3           | 0           | 0,813       | 352         | 212         | 7–3         | 10–3        |
| Baltimore Ravens     | 10          | 6           | 0           | 0,625       | 303         | 265         | 6–4         | 8–4         |
| Cleveland Browns     | 7           | 9           | 0           | 0,438       | 285         | 319         | 5–5         | 6–7         |
| Tennessee Titans     | 7           | 9           | 0           | 0,438       | 336         | 388         | 3–7         | 4–8         |
| Jacksonville Jaguars | 6           | 10          | 0           | 0,375       | 294         | 286         | 5–5         | 5–8         |
| Cincinnati Bengals   | 6           | 10          | 0           | 0,375       | 226         | 309         | 4–6         | 5–8         |

| NFC Central          | NFC Central | NFC Central | NFC Central | NFC Central | NFC Central | NFC Central | NFC Central | NFC Central |
| Team                 | S           | N           | U           | SQ          | P+          | P−          | DIV         | CONF        |
| -------------------- | ----------- | ----------- | ----------- | ----------- | ----------- | ----------- | ----------- | ----------- |
| Chicago Bears        | 13          | 3           | 0           | 0,813       | 338         | 203         | 6–2         | 10–2        |
| Green Bay Packers    | 12          | 4           | 0           | 0,750       | 390         | 266         | 6–2         | 9–3         |
| Tampa Bay Buccaneers | 9           | 7           | 0           | 0,563       | 324         | 280         | 4–4         | 7–5         |
| Minnesota Vikings    | 5           | 11          | 0           | 0,313       | 290         | 390         | 3–5         | 4–8         |
| Detroit Lions        | 2           | 14          | 0           | 0,125       | 270         | 424         | 1–7         | 2–10        |

| AFC West           | AFC West | AFC West | AFC West | AFC West | AFC West | AFC West | AFC West | AFC West |
| Team               | S        | N        | U        | SQ       | P+       | P−       | DIV      | CONF     |
| ------------------ | -------- | -------- | -------- | -------- | -------- | -------- | -------- | -------- |
| Oakland Raiders    | 10       | 6        | 0        | 0,625    | 399      | 327      | 6–2      | 7–5      |
| Seattle Seahawks   | 9        | 7        | 0        | 0,563    | 301      | 324      | 5–3      | 8–4      |
| Denver Broncos     | 8        | 8        | 0        | 0,500    | 340      | 339      | 4–4      | 5–7      |
| Kansas City Chiefs | 6        | 10       | 0        | 0,375    | 320      | 344      | 4–4      | 5–7      |
| San Diego Chargers | 5        | 11       | 0        | 0,313    | 332      | 321      | 1–7      | 3–9      |

| NFC West            | NFC West | NFC West | NFC West | NFC West | NFC West | NFC West | NFC West | NFC West |
| Team                | S        | N        | U        | SQ       | P+       | P−       | DIV      | CONF     |
| ------------------- | -------- | -------- | -------- | -------- | -------- | -------- | -------- | -------- |
| St. Louis Rams      | 14       | 2        | 0        | 0,875    | 503      | 273      | 7–1      | 10–2     |
| San Francisco 49ers | 12       | 4        | 0        | 0,750    | 409      | 282      | 6–2      | 8–4      |
| New Orleans Saints  | 7        | 9        | 0        | 0,438    | 333      | 409      | 4–4      | 5–7      |
| Atlanta Falcons     | 7        | 9        | 0        | 0,438    | 291      | 377      | 3–5      | 6–6      |
| Carolina Panthers   | 1        | 15       | 0        | 0,063    | 253      | 410      | 0–8      | 1–11     |

#### Conferences
| AFC              | AFC                  | AFC              | AFC              | AFC              | AFC              | AFC              | AFC              |
| Rang             | Team                 | Division         | S                | N                | U                | SQ               | CONF             |
| Division leaders | Division leaders     | Division leaders | Division leaders | Division leaders | Division leaders | Division leaders | Division leaders |
| ---------------- | -------------------- | ---------------- | ---------------- | ---------------- | ---------------- | ---------------- | ---------------- |
| 1                | Pittsburgh Steelers  | Central          | 13               | 3                | 0                | 0,813            | 10–3             |
| 2                | New England Patriots | East             | 11               | 5                | 0                | 0,688            | 8–4              |
| 3                | Oakland Raiders      | West             | 10               | 6                | 0                | 0,625            | 7–5              |
| Wild Cards       |                      |                  |                  |                  |                  |                  |                  |
| 4                | Miami Dolphins       | East             | 11               | 5                | 0                | 0,688            | 9–3              |
| 5                | Baltimore Ravens     | Central          | 10               | 6                | 0                | 0,625            | 8–4              |
| 6                | New York Jets        | East             | 10               | 6                | 0                | 0,625            | 8–4              |
| Ausgeschieden    |                      |                  |                  |                  |                  |                  |                  |
| 7                | Seattle Seahawks     | West             | 9                | 7                | 0                | 0,563            | 8–4              |
| 8                | Denver Broncos       | West             | 8                | 8                | 0                | 0,500            | 5–7              |
| 9                | Cleveland Browns     | Central          | 7                | 9                | 0                | 0,438            | 6–7              |
| 10               | Tennessee Titans     | Central          | 7                | 9                | 0                | 0,438            | 4–8              |
| 11               | Indianapolis Colts   | East             | 6                | 10               | 0                | 0,375            | 5–7              |
| 12               | Kansas City Chiefs   | West             | 6                | 10               | 0                | 0,375            | 5–7              |
| 13               | Jacksonville Jaguars | Central          | 6                | 10               | 0                | 0,375            | 5–8              |
| 14               | Cincinnati Bengals   | Central          | 6                | 10               | 0                | 0,375            | 5–8              |
| 15               | San Diego Chargers   | West             | 5                | 11               | 0                | 0,313            | 3–9              |
| 16               | Buffalo Bills        | East             | 3                | 13               | 0                | 0,188            | 2–10             |

| NFC              | NFC                  | NFC              | NFC              | NFC              | NFC              | NFC              | NFC              |
| Rang             | Team                 | Division         | S                | N                | U                | SQ               | CONF             |
| Division leaders | Division leaders     | Division leaders | Division leaders | Division leaders | Division leaders | Division leaders | Division leaders |
| ---------------- | -------------------- | ---------------- | ---------------- | ---------------- | ---------------- | ---------------- | ---------------- |
| 1                | St. Louis Rams       | West             | 14               | 2                | 0                | 0,875            | 10–2             |
| 2                | Chicago Bears        | Central          | 13               | 3                | 0                | 0,813            | 10–2             |
| 3                | Philadelphia Eagles  | East             | 11               | 5                | 0                | 0,688            | 8–4              |
| Wild Cards       |                      |                  |                  |                  |                  |                  |                  |
| 4                | Green Bay Packers    | Central          | 12               | 4                | 0                | 0,750            | 9–3              |
| 5                | San Francisco 49ers  | West             | 12               | 4                | 0                | 0,750            | 8–4              |
| 6                | Tampa Bay Buccaneers | Central          | 9                | 7                | 0                | 0,563            | 7–5              |
| Ausgeschieden    |                      |                  |                  |                  |                  |                  |                  |
| 7                | Washington Redskins  | East             | 8                | 8                | 0                | 0,500            | 6–6              |
| 8                | New York Giants      | East             | 7                | 9                | 0                | 0,438            | 5–7              |
| 9                | New Orleans Saints   | West             | 7                | 9                | 0                | 0,438            | 5–7              |
| 10               | Atlanta Falcons      | West             | 7                | 9                | 0                | 0,438            | 6–6              |
| 11               | Arizona Cardinals    | East             | 7                | 9                | 0                | 0,438            | 4–8              |
| 12               | Dallas Cowboys       | East             | 5                | 11               | 0                | 0,313            | 5–7              |
| 13               | Minnesota Vikings    | Central          | 5                | 11               | 0                | 0,313            | 4–8              |
| 14               | Detroit Lions        | Central          | 2                | 14               | 0                | 0,125            | 2–10             |
| 15               | Carolina Panthers    | West             | 1                | 15               | 0                | 0,063            | 1–11             |

Quelle: nfl.com
Legende:
| Siege              | Niederlagen           | Unentschieden      | DIV Gewonnene / verlorene Spiele in der Division    | SQ gewonnene Spiele (relativ) |
| P+ gemachte Punkte | P− gegnerische Punkte | Playoff-Teilnehmer | CONF Gewonnene / verlorene Spiele in der Conference |                               |

Tie-Breaker 2001
- Baltimore sicherte sich den zweiten AFC Wild-Card Platz aufgrund ihrer besseren Bilanz gegen gemeinsame Gegner (3–1 statt 2–2 der New York Jets).
- Green Bay sicherten sich den ersten Platz in der Play-off-Setzliste der NFC vor San Francisco aufgrund ihrer besseren Conference-Bilanz (9–3 gegenüber 8–4 von San Francisco).
- New England beendete die Saison vor  Miami in der AFC East aufgrund ihrer besseren Division-Bilanz (6–2 gegenüber 5–3 von Miami).
- Cleveland beendete die Saison vor Tennessee in der AFC Central aufgrund ihrer besseren Division-Bilanz (5–5 gegenüber 3–7 von Tennessee).
- Jacksonville beendete die Saison vor Cincinnati in der AFC Central aufgrund ihrer zwei direkten Siege.
- Die New York Giants beendeten die Saison vor Arizona in der NFC East aufgrund ihrer zwei direkten Siege.
- New Orleans beendete die Saison vor Atlanta in der NFC West aufgrund ihrer besseren Division-Bilanz (4–4 gegenüber 3–5 von Atlanta).

## Play-offs
Die Play-offs begannen am 12. Januar und liefen bis zum 27. Januar 2002.
Die New England Patriots gewannen ihren ersten Super Bowl.
|  | Wild Card Round                           | Wild Card Round                 | Wild Card Round                 |                              |              | Divisional Round         | Divisional Round                 | Divisional Round                 |                                  |  | Conference Championships | Conference Championships | Conference Championships |  |  | Super Bowl | Super Bowl | Super Bowl |
|  |                                           |                                 |                                 |                              |              |                          |                                  |                                  |                                  |  |                          |                          |                          |  |  |            |            |            |
|  | 13. Januar – Pro Player Stadium           | 13. Januar – Pro Player Stadium | 13. Januar – Pro Player Stadium |                              |              | 20. Januar – Heinz Field | 20. Januar – Heinz Field         | 20. Januar – Heinz Field         |                                  |  |                          |                          |                          |  |  |            |            |            |
|  | 13. Januar – Pro Player Stadium           | 13. Januar – Pro Player Stadium | 13. Januar – Pro Player Stadium | 1                            | Pittsburgh   | 27                       |                                  |                                  |                                  |  |                          |                          |                          |  |  |            |            |            |
|  | 4                                         | Miami                           | 3                               | 1                            | Pittsburgh   | 27                       | 27. Januar – Heinz Field         | 27. Januar – Heinz Field         | 27. Januar – Heinz Field         |  |                          |                          |                          |  |  |            |            |            |
|  | 4                                         | Miami                           | 3                               | 5                            | Baltimore    | 10                       | 27. Januar – Heinz Field         | 27. Januar – Heinz Field         | 27. Januar – Heinz Field         |  |                          |                          |                          |  |  |            |            |            |
|  | 5                                         | Baltimore                       | 20                              | 5                            | Baltimore    | 10                       | 27. Januar – Heinz Field         | 27. Januar – Heinz Field         | 27. Januar – Heinz Field         |  |                          |                          |                          |  |  |            |            |            |
|  | 5                                         | Baltimore                       | 20                              | 19. Januar – Foxboro Stadium |              |                          | 27. Januar – Heinz Field         | 27. Januar – Heinz Field         | 27. Januar – Heinz Field         |  |                          |                          |                          |  |  |            |            |            |
|  |                                           |                                 |                                 | 1                            | Pittsburgh   | 17                       |                                  |                                  |                                  |  |                          |                          |                          |  |  |            |            |            |
|  | AFC                                       |                                 |                                 | 1                            | Pittsburgh   | 17                       |                                  |                                  |                                  |  |                          |                          |                          |  |  |            |            |            |
|  |                                           | 2                               | New England                     | 24                           |              |                          |                                  |                                  |                                  |  |                          |                          |                          |  |  |            |            |            |
|  | 12. Januar – Network Associates Coliseum  | 2                               | New England                     | 24                           |              |                          |                                  |                                  |                                  |  |                          |                          |                          |  |  |            |            |            |
|  | AFC Championship                          |                                 |                                 |                              |              |                          |                                  |                                  |                                  |  |                          |                          |                          |  |  |            |            |            |
|  | 2                                         | New England                     | 16*                             |                              |              |                          |                                  |                                  |                                  |  |                          |                          |                          |  |  |            |            |            |
|  | 2                                         | New England                     | 16*                             | 3                            | Oakland      | 38                       | 3. Februar – Louisiana Superdome | 3. Februar – Louisiana Superdome | 3. Februar – Louisiana Superdome |  |                          |                          |                          |  |  |            |            |            |
|  | 3                                         | Oakland                         | 13                              | 3                            | Oakland      | 38                       | 3. Februar – Louisiana Superdome | 3. Februar – Louisiana Superdome | 3. Februar – Louisiana Superdome |  |                          |                          |                          |  |  |            |            |            |
|  | 3                                         | Oakland                         | 13                              | 6                            | N.Y. Jets    | 24                       | 3. Februar – Louisiana Superdome | 3. Februar – Louisiana Superdome | 3. Februar – Louisiana Superdome |  |                          |                          |                          |  |  |            |            |            |
|  | 20. Januar – The Dome at America’s Center |                                 |                                 | 6                            | N.Y. Jets    | 24                       | 3. Februar – Louisiana Superdome | 3. Februar – Louisiana Superdome | 3. Februar – Louisiana Superdome |  |                          |                          |                          |  |  |            |            |            |
|  | 13. Januar – Lambeau Field                | 13. Januar – Lambeau Field      | 13. Januar – Lambeau Field      | A2                           | New England  | 20                       |                                  |                                  |                                  |  |                          |                          |                          |  |  |            |            |            |
|  | 13. Januar – Lambeau Field                | 13. Januar – Lambeau Field      | 13. Januar – Lambeau Field      | A2                           | New England  | 20                       |                                  |                                  |                                  |  |                          |                          |                          |  |  |            |            |            |
|  | 13. Januar – Lambeau Field                | 13. Januar – Lambeau Field      | 13. Januar – Lambeau Field      |                              | N1           | St. Louis                | 17                               |                                  |                                  |  |                          |                          |                          |  |  |            |            |            |
|  | 13. Januar – Lambeau Field                | 13. Januar – Lambeau Field      | 13. Januar – Lambeau Field      |                              | N1           | St. Louis                | 17                               |                                  |                                  |  |                          |                          |                          |  |  |            |            |            |
|  | 13. Januar – Lambeau Field                | 13. Januar – Lambeau Field      | 13. Januar – Lambeau Field      | Super Bowl XXXVI             |              |                          |                                  |                                  |                                  |  |                          |                          |                          |  |  |            |            |            |
|  | 13. Januar – Lambeau Field                | 13. Januar – Lambeau Field      | 13. Januar – Lambeau Field      | 1                            | St. Louis    | 45                       |                                  |                                  |                                  |  |                          |                          |                          |  |  |            |            |            |
|  | 4                                         | Green Bay                       | 25                              | 1                            | St. Louis    | 45                       | 27. Januar – Edward Jones Dome   | 27. Januar – Edward Jones Dome   | 27. Januar – Edward Jones Dome   |  |                          |                          |                          |  |  |            |            |            |
|  | 4                                         | Green Bay                       | 25                              | 4                            | Green Bay    | 17                       | 27. Januar – Edward Jones Dome   | 27. Januar – Edward Jones Dome   | 27. Januar – Edward Jones Dome   |  |                          |                          |                          |  |  |            |            |            |
|  | 5                                         | San Francisco                   | 15                              | 4                            | Green Bay    | 17                       | 27. Januar – Edward Jones Dome   | 27. Januar – Edward Jones Dome   | 27. Januar – Edward Jones Dome   |  |                          |                          |                          |  |  |            |            |            |
|  | 5                                         | San Francisco                   | 15                              | 19. Januar – Soldier Field   |              |                          | 27. Januar – Edward Jones Dome   | 27. Januar – Edward Jones Dome   | 27. Januar – Edward Jones Dome   |  |                          |                          |                          |  |  |            |            |            |
|  |                                           |                                 |                                 | 1                            | St. Louis    | 29                       |                                  |                                  |                                  |  |                          |                          |                          |  |  |            |            |            |
|  | NFC                                       |                                 |                                 | 1                            | St. Louis    | 29                       |                                  |                                  |                                  |  |                          |                          |                          |  |  |            |            |            |
|  |                                           | 3                               | Philadelphia                    | 24                           |              |                          |                                  |                                  |                                  |  |                          |                          |                          |  |  |            |            |            |
|  | 12. Januar – Veterans Stadium             | 3                               | Philadelphia                    | 24                           |              |                          |                                  |                                  |                                  |  |                          |                          |                          |  |  |            |            |            |
|  | NFC Championship                          |                                 |                                 |                              |              |                          |                                  |                                  |                                  |  |                          |                          |                          |  |  |            |            |            |
|  | 2                                         | Chicago                         | 19                              |                              |              |                          |                                  |                                  |                                  |  |                          |                          |                          |  |  |            |            |            |
|  | 2                                         | Chicago                         | 19                              | 3                            | Philadelphia | 31                       |                                  |                                  |                                  |  |                          |                          |                          |  |  |            |            |            |
|  | 3                                         | Philadelphia                    | 33                              | 3                            | Philadelphia | 31                       |                                  |                                  |                                  |  |                          |                          |                          |  |  |            |            |            |
|  | 3                                         | Philadelphia                    | 33                              | 6                            | Tampa Bay    | 9                        |                                  |                                  |                                  |  |                          |                          |                          |  |  |            |            |            |
|  |                                           |                                 |                                 | 6                            | Tampa Bay    | 9                        |                                  |                                  |                                  |  |                          |                          |                          |  |  |            |            |            |

- Die Mannschaft mit der niedrigeren Setznummer hatte Heimrecht.
- (*) nach Verlängerung

## Super Bowl XXXVI
Der 36. Super Bowl fand am 3. Februar 2002 im Louisiana Superdome in New Orleans, Louisiana statt. Im Finale trafen die St. Louis Rams auf die New England Patriots.

## Auszeichnungen
| Most Valuable Player          | Kurt Warner, Quarterback, St. Louis Rams          |
| Coach of the Year             | Dick Jauron, Chicago Bears                        |
| Offensive Player of the Year  | Marshall Faulk, Runningback, St. Louis Rams       |
| Defensive Player of the Year  | Michael Strahan, Defensive End, New York Giants   |
| Offensive Rookie of the Year  | Anthony Thomas, Runningback, Chicago Bears        |
| Defensive Rookie of the Year  | Kendrell Bell, Linebacker, Pittsburgh Steelers    |
| Comeback Player of the Year   | Garrison Hearst, Runningback, San Francisco 49ers |
| Walter Payton Man of the Year | Jerome Bettis, Runningback, Pittsburgh Steelers   |